# Katarski gradovi
Katarski gradovi (francosko Châteaux cathares) je sodoben izraz, ki ga uporablja turistična industrija (po vzoru Pays Cathare – katarska dežela) za označevanje številnih srednjeveških gradov v francoski zgodovinski provinci Languedoc. Nekateri so imeli povezavo s katari, saj so v 13. stoletju ponudili zatočišče preganjanim krivovercem. Mnoge od teh gradov so nadomestili novi, ki so jih zgradili zmagoviti francoski križarji, izraz pa še naprej uporablja tudi za te utrdbe, čeprav nimajo nobene povezave s katari. Usoda številnih katarskih gradov, vsaj za zgodnji del albižanske križarske vojne, je začrtana v sodobni okcitanski penitvi Chanson de la Croisade ('Pesem o katarskih vojnah').

## Pravi "katarski gradovi"
Katarska središča so bila na splošno obzidana naselja - od majhne vasi do velikega mesta - znanega kot castrum. Na razmeroma ravnih območjih, kot je Lauragaisova planota, so bili gradovi in castrumi pogosto postavljeni na bližnjih hribih, na primer Laurac, Fanjeaux, Mas-Saintes-Puelles in Carcassonne. V bolj razgibanih območjih so gradovi razporejeni na gorskih vrhovih kot na grad Lastours-Cabaret,  Montségur, grad Termes in grad Puilaurens.
Ko so jih prevzeli katoliški križarji, so jih na splošno ponudili starejšim križarskim poveljnikom, ki so zamenjali lokalnega gospoda kot gospodarja gradu in okolice. Stari gospodarji, podporniki katarov, so bili izgnani in so pogosto postali begunci ali borci odporniškega gibanja. Novi francoski gospodarji so si na nato zgradili nov najsodobnejši grad, včasih na mestu starega katarskega gradu, včasih ob njem, kot je primer Puivert. Na nekaterih mestih, zlasti Carcassonne in  Foix, večji del obstoječih gradov izvira iz katarskega obdobja.

## Kraljeve citadele
Po neuspešnem poskusu, da bi leta 1240 Carcarssonnne ponovno zajel vikont, Rajmond II. Trencaval, je Cité de Carcassonne dodatno okrepil francoski kralj oziroma novi gospodar. Carcassonne je dobil močen garnizon ne le proti upornikom katarom, ampak tudi Kataloncem in Aragoncem, saj so bili Trencavali vazali aragonskega kralja, ki je bil neposredni potomec Sunifreda Barcelonskega in Bella Carcassonnskega.
Francoski kralj je kot mejne trdnjave vzel katarske gradove blizu meje med zgodovinskim ozemljem Trencavelov in Roussillon, ki je še vedno pripadal aragonskemu kralju. Pet od teh so postale kraljeve citadele, ki jih je nadzorovala majhna četa francoske vojske. Teh pet gradov je znanih kot Cinq fils de Carcassonne (Pet sinov Carcassonna).
- Château d'Aguilar
- Château de Peyrepertuse
- Château de Puilaurens
- Château de Quéribus
- Château de Termes

## Opustitev cinq fils de Carcassonne
Leta 1659 sta Ludvik XIV. Francoski in Filip IV. Španski podpisala Pirenejsko pogodbo, s katero sta dogovorila zakonsko zvezo infante Marie Therese s francoskim kraljem. Pogodba je spremenila meje, tako da je Roussillon pripadel Franciji kot del dote in mednarodno mejo premaknil na jug do grebena Pirenejev, sedanje francosko-španske meje. Pet sinov Carcassonne je tako izgubil na pomenu. Nekateri gradovi so do francoske revolucije še vzdrževali garnizon, kasneje so propadali in pogosto postali zatočišče pastirjev ali razbojnikov.

## Drugi "katarski gradovi"
- Château d'Arques
- Château de Durfort
- Châteaux de Lastours
- Château de Montségur
- Château de Padern
- Château de Pieusse
- Château de Puivert
- Rennes-le-Château
- Château de Roquefixade
- Château de Saissac
- Château d'Usson